# Muscat du Ventoux
Le muscat du Ventoux est un raisin noir de table, protégé par une AOC, produit à partir du cépage muscat de Hambourg sur les pentes du mont Ventoux, dans le département de Vaucluse.

## Origine

### Histoire
Le raisin est cultivé dans cette région depuis l'Antiquité. Parmi les nombreuses vignes destinées à la production de vin, les producteurs avaient quelques pieds de vigne de raisin de table disséminées dans les parcelles de vigne à vin ou devant leur porte en treille. Depuis les années 60, des producteurs ont planté du muscat de Hambourg et leur terroir a contribué à faire de leur raisin un produit d'exception. Ce raisin de table est produit sur le piémont du mont Ventoux depuis le XIXe siècle. Ce sont près de quatre-cents producteurs répartis sur 48 communes de Vaucluse qui produisent annuellement 2 000 tonnes de cette variété qui bénéficie depuis 1997 de l'AOC.

### AOC et AOP

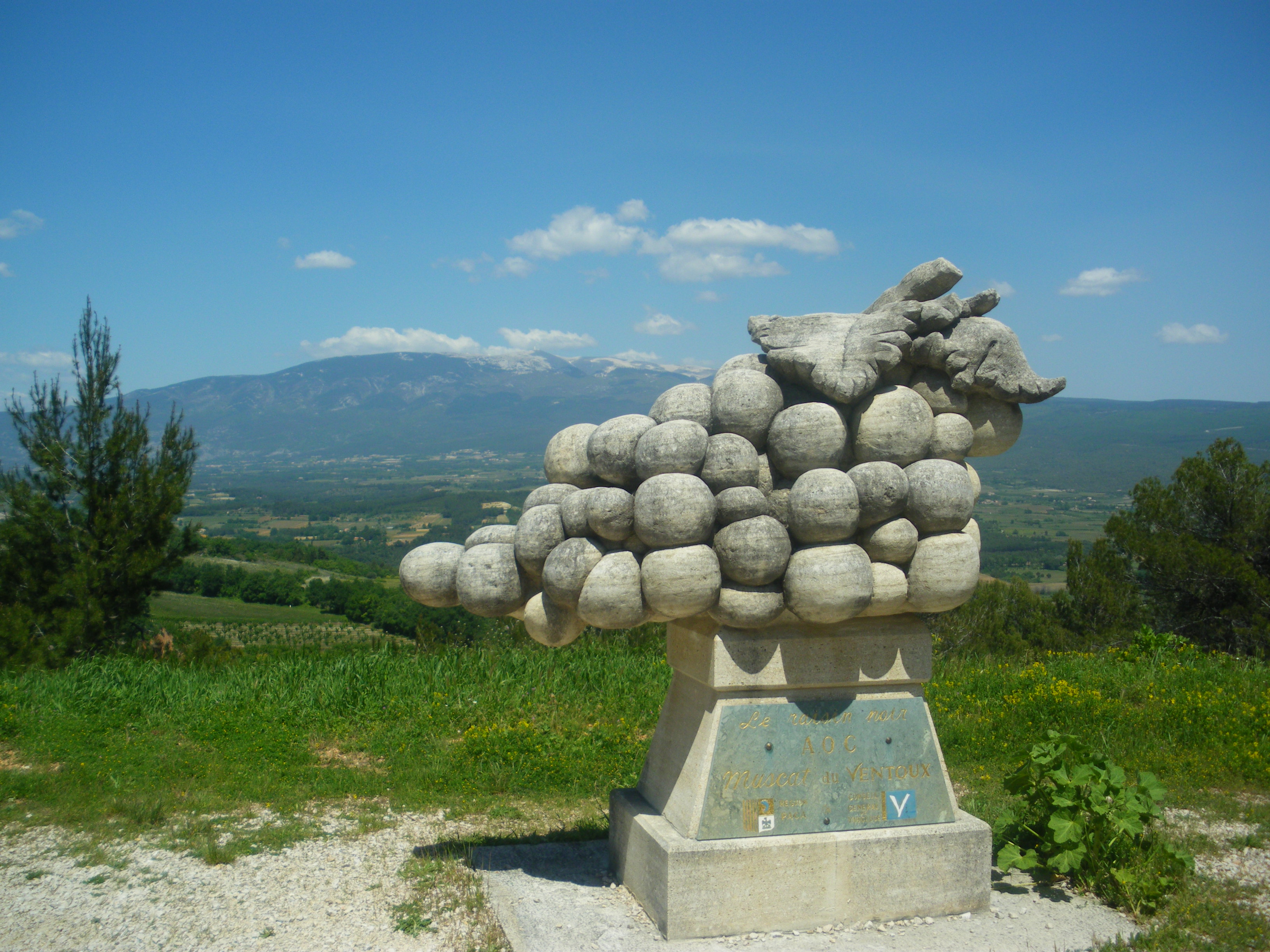
Monument à la gloire du raisin noir, face au mont Ventoux.

Pour protéger la réputation grandissante de leur raisin, un groupe de producteurs a décidé de réglementer le mode de production. Cette démarche poursuivie par le dépôt d'un dossier de demande de reconnaissance en AOC auprès de l'INAO a abouti a l'attribution de l'AOC matérialisée par le décret du 22 août 1997 et complétée par l'arrêté du 24 octobre 1997. Reconnu, en 1999, appellation d'origine protégée par l'Europe, le muscat du Ventoux répond à un cahier des charges très précis qui inclut le poids de la grappe (250 g), la richesse en sucre (16 à 18 %), le ciselage des grappes pour éliminer tout grain flétri, la présence de la pruine sur la peau du raisin, etc.

## Géographie

### Situation

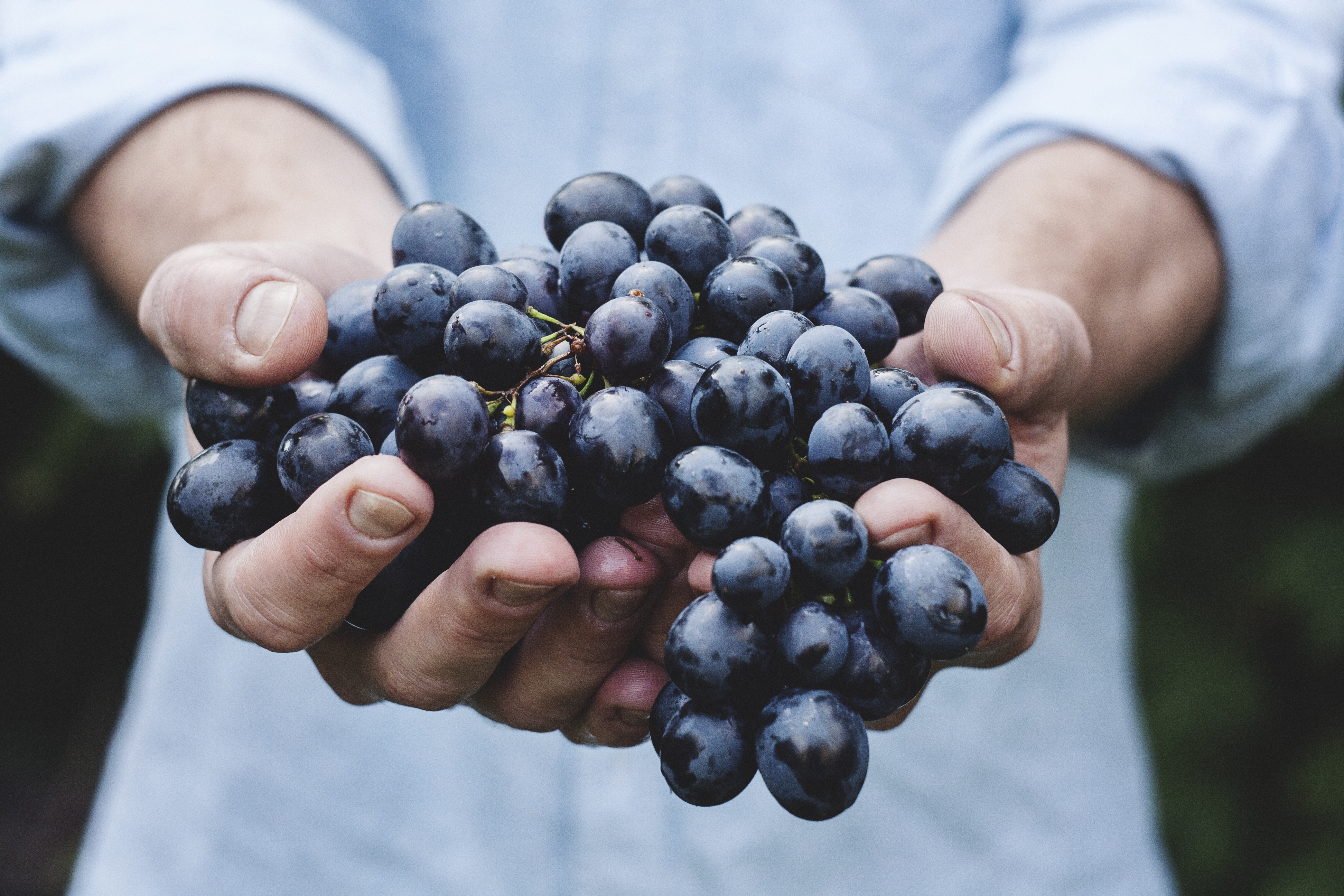
Grappe de muscat.

L'aire d'appellation couvre 100 000 ha entre le mont Ventoux et Avignon sur 56 communes. Elle comprend le bas des pentes du mont Ventoux, dans la vallée du Calavon et sur une partie du massif du Luberon. Le terroir où est cultivé de raisin se situe sur des coteaux d'altitude supérieure à 200 mètres sur les terrasses du Ventoux et dans la vallée du Calavon, sur les cantons de Mormoiron, Pernes-les-Fontaines, Malaucène, Vaison-la-Romaine, Carpentras, Bonnieux, Apt, Gordes, Cavaillon et L'Isle-sur-la-Sorgue. Plus de 60 % des parcelles sont irriguées.

### Géologie et orographie
Les vignes sont majoritairement cultivées sur des coteaux au sol de roches sédimentaires calcaires et argilo-calcaires du tertiaire, mais aussi sur des terrasses détritiques du quaternaire.

### Climatologie
Le climat de type méditerranéen, est soumis à un rythme à quatre temps : deux saisons sèches, dont une brève en fin d'hiver, une très longue et accentuée en été ; deux saisons pluvieuses, en automne, avec des pluies abondantes sinon torrentielles, et au printemps. Les étés sont chauds et secs, liés à la remontée des anticyclones subtropicaux, entrecoupés d’épisodes orageux parfois violents. Les hivers sont doux. Les précipitations sont peu fréquentes et la neige rare. 
Le mistral qui balaye la vallée du Rhône influe bénéfiquement sur cette production. En effet, les parcelles sont majoritairement implantées en versant sud, protégées du vent dominant par le mont Ventoux (fortes amplitudes thermiques jour-nuit l'été) et profitant de son effet assainissant. (assèche le mildiou) Cette exposition favorise aussi un très bon ensoleillement.
| Mois                              | jan. | fév. | mars | avril | mai  | juin | jui. | août | sep. | oct. | nov. | déc. | année |
| --------------------------------- | ---- | ---- | ---- | ----- | ---- | ---- | ---- | ---- | ---- | ---- | ---- | ---- | ----- |
| Température minimale moyenne (°C) | 2    | 3    | 6    | 8     | 12   | 15   | 18   | 18   | 14   | 11   | 6    | 3    | 9,6   |
| Température moyenne (°C)          | 6    | 7,5  | 11   | 13    | 17,5 | 21   | 24   | 24   | 19,5 | 15,5 | 8,5  | 7,5  | 14,7  |
| Température maximale moyenne (°C) | 10   | 12   | 16   | 18    | 23   | 27   | 30   | 30   | 25   | 20   | 13   | 10   | 19,75 |
| Précipitations (mm)               | 36,5 | 23,3 | 24,9 | 47,5  | 45,6 | 25,4 | 20,9 | 29,1 | 65,8 | 59,6 | 52,8 | 34   | 465,4 |

## Production

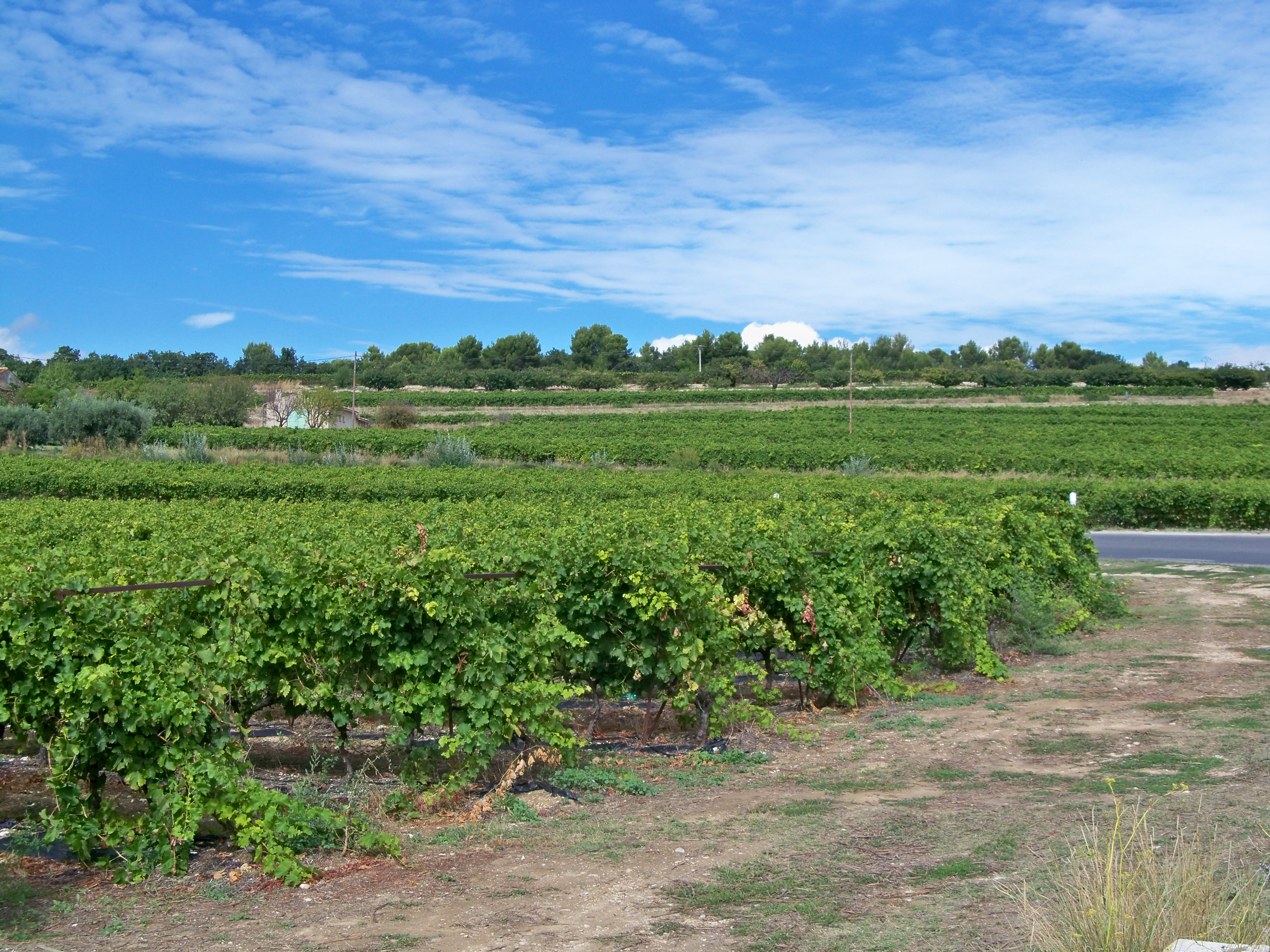
Vigne de muscat du Ventoux.

### Cépage
Le cépage unique agréé pour cette production est le muscat de Hambourg.

### Culture

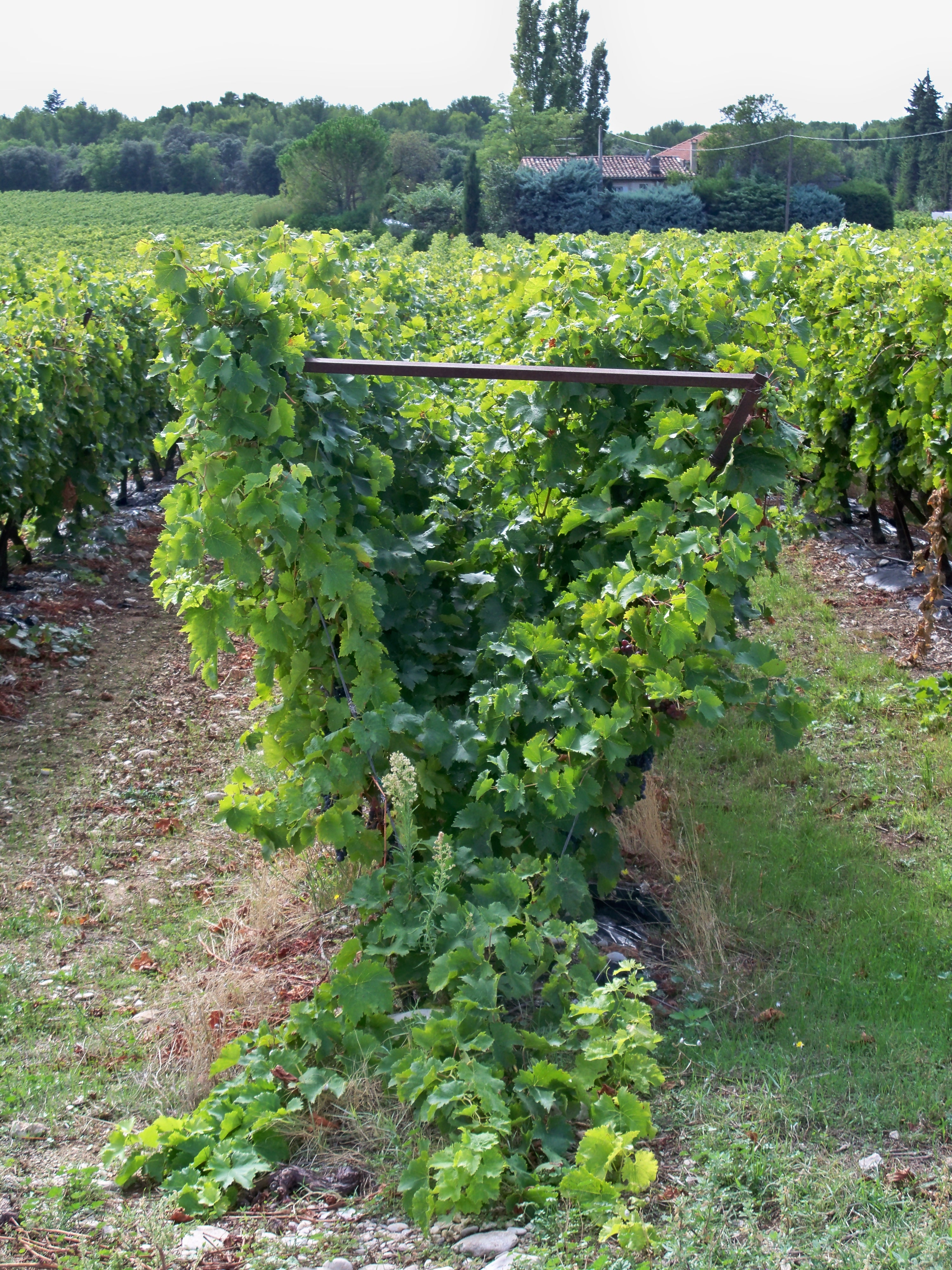
Conduite en lyre des vignes produisant le muscat du Ventoux.

La vigne doit être palissée, soit sur un plan vertical, soit sur deux plans obliques favorisant l'ensoleillement (palissage dit en lyre). Elle est plantée à la densité de 2 200 pieds par hectare en lyre ou 3 000 ceps/ha en palissage vertical. Les plantations effectuées avant la publication du décret ont jusqu'à la récolte 2010 pour être mises en conformité. La hauteur de palissage doit dépasser 1,2 m au-dessus du fil porteur pour les plantations verticales, une tolérance à 1 m étant accordée pour les vignes en place. Pour les vignes en lyre, le palissage doit dépasser 1 m.
Les modes de taille homologués sont :
- Cordon de Royat avec six coursons à deux yeux en plan vertical et douze coursons en lyre ;
- Taille Guyot avec une baguette à huit yeux et un courson pour la conduite en plan vertical ou deux baguettes et deux coursons en lyre.

L'irrigation est autorisée à partir de la nouaison (lorsque les grains de raisins arrivent à une taille où ils se touchent, vers début juillet).

### Récolte
Le début de la récolte est conditionné par la publication d'un ban des vendanges généralement à partir de fin août. La récolte doit se faire avec deux plateaux conjoints. L'un concerne le raisin apte à l'AOC, l'autre le raisin qui ne peut y prétendre. Le ciselage (action d'enlever les grains abîmés ou pas assez mûrs) se fait en même temps que la récolte. Seules les vignes âgées de trois ans et plus peuvent prétendre à l'AOC.
Le rendement maximum est fixé à 1dix tonnes [pas clair] pour les vignes verticales et treize tonnes pour les vignes en lyre. En fonction d'années exceptionnelles, le rendement peut être diminué ou augmenté. Dans ce dernier cas, il ne peut dépasser douze et quinze tonnes pour les vignes verticales ou en lyre.

### Préparation au conditionnement
Le raisin peut être conservé dans l'aire géographique de l'AOC en chambre froide (entre -0,5 et 1 °C) sous atmosphère humide (hygrométrie supérieure à 90 %) et protectrice. (anhydride sulfureux).

## Commercialisation

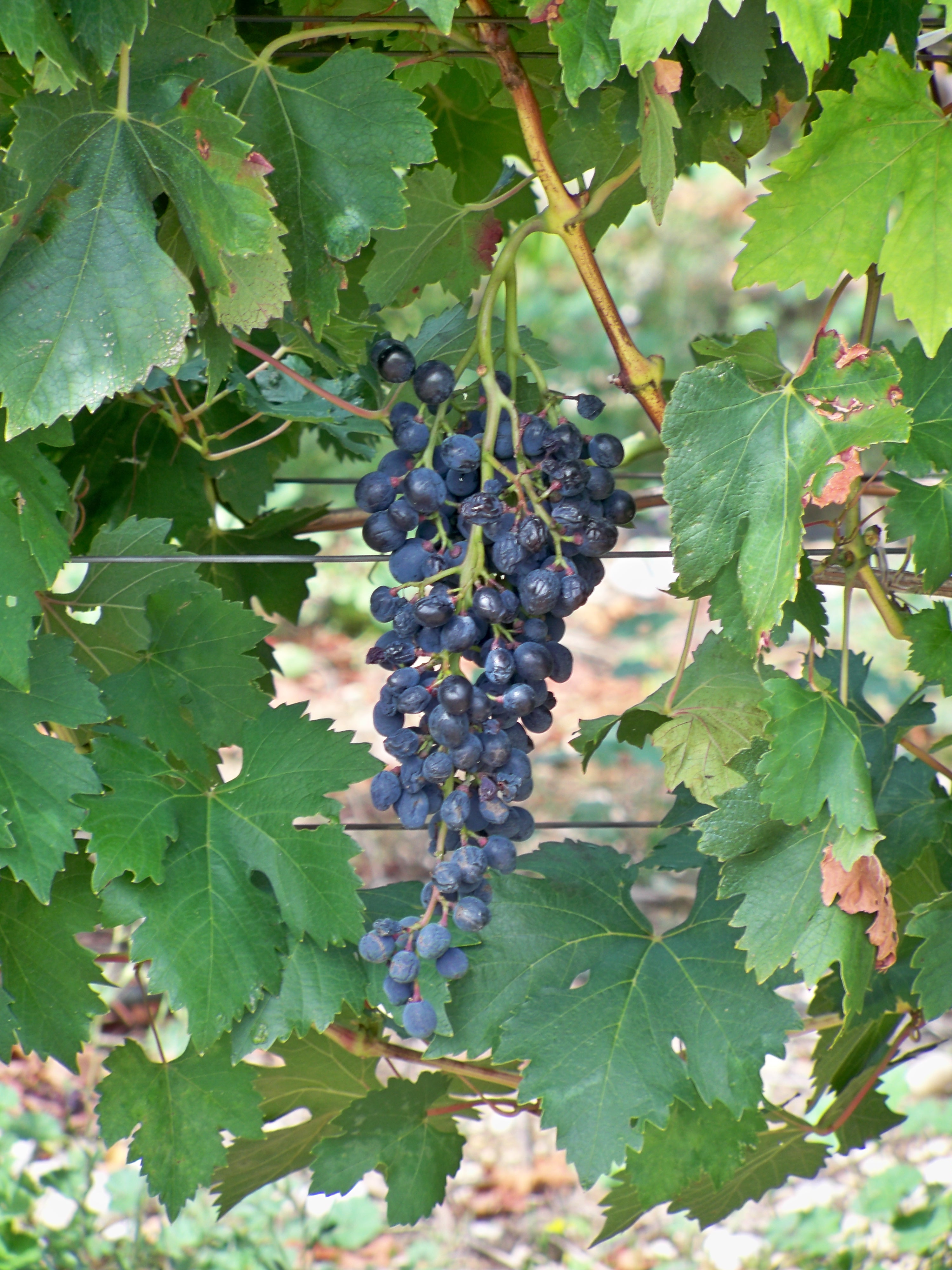
Grappe allongée et aérée du muscat de Hambourg.

### Le produit
Le raisin doit être bleuté sans grain rouge. (maturité insuffisante) La grappe doit être lâche et peser au moins 250 grammes. Le taux de sucre du raisin doit être au moins de 169 grammes par litre. 

### Conditionnement
Le raisin AOC doit être vendu dans une cagette avec une bande-vignette solidaire de la cagette. Cette bande doit comporter les mentions :
- Muscat du Ventoux
- Appellation d'origine contrôlée ou AOC
- Numéro d'identification du producteur
- Numéro de la bande-vignette

La commercialisation doit se faire dans l'emballage d'origine portant la bande-vignette.

### Chiffres de production de la filière
L'AOC concerne 262 producteurs cultivent 400 hectares et produisent 2 000 tonnes en 2009.